# Sandersvig
Sandersvig er en bebyggelse ved Lillebælt 4-5 km sydøst for Hejlsminde.
Området er primært en sommerhusbebyggelse ned til stranden, lidt inde i landet ligger en campingplads. I området ligger også Haderslev Katedralskoles lejrhytte, "Hakalytten".
55°20′07″N 9°38′43″Ø / 55.3354°N 9.6453°Ø